# Jonathan Summerton
Jonathan Summerton (Kissimmee, Florida, 21 april 1988) is een Amerikaans autocoureur.
In 2004 ging Summerton in de Formule BMW USA rijden en hij won de Formule BMW USA Scholarship om daarna in de internationale serie waar hij als tweede finishte op Spa-Francorchamps en als tiende in het kampioenschap finishte. In 2006 reed hij in de Formule 3 Euroseries waar hij de ronde op Hockenheim won en als 9e in het kampioenschap finishte.
In 2007 maakte hij enkele starts in de A1GP voor het A1 Team Verenigde Staten en werd tweede in de hoofdrace op het Autódromo Hermanos Rodríguez. Voor de rest van het seizoen 2007 nam hij een deel van het seizoen deel aan de F3 Euroseries voor het nieuwe Volkswagen-team en hij testte een Champ Car Atlantic Series-auto voor Derrick Walker. Hij keerde in het seizoen 2007-08 terug in de A1GP en behaalde zijn en A1 Team USA's eerste overwinning in de hoofdrace op het Shanghai International Circuit. Het team werd uiteindelijk 12e in het kampioenschap, en Summerton behaalde een tweede plaats op Brands Hatch.
In 2008 reed Summerton in het Atlantic Championship voor Newman Wachs Racing, waar hij twee races won en als 3e in het kampioenschap eindigde. In 2009 reed hij in de Firestone Indy Lights Series, maar nu voor het team RLR/Andersen Racing. Hij keerde later in het seizoen terug naar Newman Wachs Racing en finishte op een gedeelde eerste plaats naast teamgentoot John Edwards, maar Edwards had een tweede plaats meer dan Summerton, waardoor Edwards kampioen werd. Zijn Indy Lights-seizoen kwam tot een einde met een crash op de Milwaukee Mile. Hij finishte tweede bij zijn eerste Indy Lights-start op St. Petersburg en zat in de top 5 toen hij vertrok, en leidde het kampioenschap zelfs na drie races.

## A1GP resultaten
| Jaar    | Inschrijving             | 1       | 2       | 3       | 4       | 5          | 6          | 7          | 8          | 9         | 10         | 11        | 12         | 13         | 14         | 15         | 16         | 17         | 18        | 19        | 20         | 21        | 22        | Rang | Punten |
| ------- | ------------------------ | ------- | ------- | ------- | ------- | ---------- | ---------- | ---------- | ---------- | --------- | ---------- | --------- | ---------- | ---------- | ---------- | ---------- | ---------- | ---------- | --------- | --------- | ---------- | --------- | --------- | ---- | ------ |
| 2006-07 | A1 Team Verenigde Staten | NED SPR | NED FEA | CZE SPR | CZE FEA | BEI SPR    | BEI FEA    | MAL SPR    | MAL FEA    | IND SPR   | IND FEA    | NZL SPR   | NZL FEA    | AUS SPR    | AUS FEA    | RSA SPR NF | RSA FEA NF | MEX SPR 5  | MEX FEA 2 | SHA SPR 5 | SHA FEA NF | GBR SPR 9 | GBR FEA 6 | 9    | 42     |
| 2007-08 | A1 Team Verenigde Staten | NED SPR | NED FEA | CZE SPR | CZE FEA | MAL SPR 12 | MAL FEA 10 | ZHU SPR 12 | ZHU FEA 10 | NZL SPR 7 | NZL FEA 14 | AUS SPR 5 | AUS FEA NF | RSA SPR 10 | RSA FEA NF | MEX SPR 5  | MEX FEA 3  | SHA SPR 21 | SHA FEA 1 | GBR SPR 2 | GBR FEA 12 |           |           | 12   | 56     |